# Meinkenbracht
Meinkenbracht is een plaats in de Duitse gemeente Sundern (Sauerland), deelstaat Noordrijn-Westfalen, en telt 223 inwoners.